# D-Generation X
A D-Generation X (normalmente conhecidos por DX) é uma facção do programa RAW da WWE. A sua gimmick é a de um grupo de rebeldes que fazem e dizem tudo o que lhes apetece, independentemente de quão provocativo seja. Os DX são considerados um dos mais populares stables na história do wrestling profissional. A fase original do grupo foi entre 1997 e 2000, tendo havido várias mudanças de membros nessa fase. Após uns regressos esporádicos em 2000 e 2002, os DX regressaram definitivamente em Junho de 2006 com Triple H e Shawn Michaels. Em janeiro de 2007, o Stable acabou após uma lesão de Triple H.
Os DX são influenciados pelos nWo da WCW (ainda que Vince McMahon o tenha negado em variadas situações), e foram criados para combater a WCW na guerra das audiências. Foi também um dos dois factores principais que contribuíram para a consolidação da Attitude Era da World Wrestling Federation (juntamente com Stone Cold Steve Austin). Curiosamente, os DX e os nWo, ao longo da história, tiveram membros comuns do antigo stable Clique.
Em 29 de Setembro de 2008 Shawn Michaels escolheu Triple H para ser seu parceiro de luta contra Lance Cade e Chris Jericho, fazendo a DX regressar por uma noite.
Sem contar que regressaram mais uma vez na RAW Episódio Numero 800 contra Miz & Morrison, onde a D-Generation X saíu vencedora.
A DX regressou para valer (não apenas para uma luta, como estava sendo feito antes) na RAW do dia 17 de Agosto de 2009, mas os únicos membros são Triple H e Shawn Michaels.
DX e The Legacy se enfrentaram no Summerslam, e DX venceu a luta, embora mais tarde derrotaram DX em uma Submissions Count Anywhere match no Breaking Point. No pay-per-view WWE Hell in a Cell, D-Generation X venceu The Legacy (Cody Rhodes e Ted diBiase) numa Hell in a Cell match. Os DX foram ainda os co-capitães da equipa Raw no WWE Bragging Rights, acabaram por perder contra a equipa SmackDown, graças a um acto muito pouco generoso de Big Show, que aplicou um Chokeslam ao membro da sua equipa, Kofi Kingston, onde Chris Jericho acaba por fazer a cover, dando assim a vitória à equipa do Smackdown. Ganharam o Unified Tag Tem Champioship do Jeri-Show, no pay-per-view TLC.
Triple H e Shawn Michaels defenderam Unified WWE Tag Team Titles três vezes, em lutas contra Jeri-Show (Chris Jericho & Big Show), The Hart Dynasty e contra Big Show e Chavo Guerrero. Numa edição da RAW, perderam para The Miz e Big Show em uma luta que também envolvia a Straight Edge Society. A equipa se desfez por pouco tempo após a aposentadoria de Shawn Michaels. Em muitos outros eventos, os 'DX' se reuniram e ainda se reúnem para fazer promos e pedidos.
Aconteceu assim também no episódio de numero 1,000 da Raw , em que reuniu todos os membros da facção.
A D-Generation X também é conhecida como a melhor tag de todos os tempos.
Em 2018, o grupo retornou com o anúncio do retorno de Shawn Michaels nos ringues após sair da aposentadoria que tinha desde 2010.
Em 2019, foram introduzidos ao Hall da fama da WWE.

## Capitães
• Triple H (1997-2002, 2002-2010, 2018-atualmente)

• Shawn Michaels (1997-2002, 2002-2010, 2018-atualmente)

## Presidentes
• Stephanie McMahon (1997-2000)
• Tori (2000-2002)
• Triple H (2002-2004)
• Billy Gunn (2004-2007)
• Shawn Michaels (2008-2010)